# Bugnicourt
Bugnicourt é uma comuna francesa na região administrativa de Altos da França, no departamento do Norte. Estende-se por uma área de 6.28 km². Em 2010 a comuna tinha 1 053 habitantes (densidade: 167,7 hab./km²).